# Phebellia crassiseta
Phebellia crassiseta là một loài ruồi trong họ Tachinidae.